# Taavi Tainio
David (Taavi) Tainio, född 25 juni 1874 i Keuru, död 17 mars 1929 i Helsingfors, var en finländsk journalist och politiker.
Han var bokhandelsbiträde i Jyväskylä mellan 1889 och 1893 samt lagerbokhållare i Helsingfors mellan 1893 och 1896. Vid denna tidpunkt anslöt han sig till arbetarrörelsen och ägnade sig därefter åt agitations- och publicistverksamhet. Ett par gånger vistades han även i USA, 1904–1905 och 1914–1916.
Från 1899 och 1901 var han medlem av  socialdemokraternas partistyrelse och ånyo från 1903 till 1906. Han var partiets ordförande 1903–1905. Efter storstrejken 1905 verkade han som chefredaktör för arbetartidningen Turun Päivälehti i Åbo. Han tillhörde lantdagen 1907–1909 och 1911–1913 och var riksdagsman från 1922 till 1929. Under den kritiska perioden inför och under finska inbördeskriget 1918 gav han i Kuopio uttryck för en moderat hållning. Men det hjälpte föga, ty han dömdes 1918 till fyra års fängelse för anstiftan till uppror. Han benådades samma år och var därefter partisekreterare fram till 1926. I denna ställning motarbetade Tainio kommunistiska tendenser inom partiet. Han avsattes på ett kuppartat sätt av Väinö Hupli på partikongressen 1926.
Han är begravd på Malms begravningsplats i Helsingfors.